# Topman
Topman Ltd. – brytyjskie przedsiębiorstwo zajmujące się sprzedażą detaliczną odzieży i obuwia dla mężczyzn, należące do Arcadia Group. Siedziba przedsiębiorstwa znajduje się w Londynie.
Przedsiębiorstwo powstało w 1978 roku, jako odpowiednik sieci Topshop, w której ofercie znajduje się głównie odzież damska.
Obecnie sieć Topman liczy 185 sklepów na terenie Wielkiej Brytanii oraz ponad 60 w pozostałych krajach, m.in. w Irlandii, Australii, Stanach Zjednoczonych i Japonii. Sztandarowy sklep przedsiębiorstwa, wspólny z siecią Topshop, znajduje się przy Oxford Circus w Londynie.